# 市場站 (福岡縣)
市場站（日语：／ Ichiba eki */?）是位於福岡縣田川郡福智町市場560番2號，平成筑豐鐵道的伊田線車站。車站編號為HC6。

## 歷史
- 1990年（平成2年）4月1日 - 車站啟用。

## 車站構造
車站是一座地面車站，設有2面2線的相對式月台。此站是無人車站。車站沒有車站大樓，只有候車室。

### 月台
| 月台 | 路線    | 上下行 | 方向                                 |
| ---- | ------- | ------ | ------------------------------------ |
| 東邊 | ■伊田線 | 下行   | 金田、田川伊田、田川後藤寺、行橋方向 |
| 西邊 | ■伊田線 | 上行   | 中泉、藤棚、赤地、直方方向           |

## 使用狀況
- 在2018年度，1日平均上落車人次為56人[1]。
- 在2019年度，1日平均上落車人次為44人[1]。

## 車站周邊
車站周邊都是農田
- 市場保育園
- 田川農業協同組合（日语：田川農業協同組合）赤池出張所
- 春日神社

## 相鄰車站
平成筑豐鐵道
伊田線
中泉（HC5）－市場（HC6）－知心生力（HC7）

## 注腳
1. 1 2 3  鉄道を未来につなぐために（令和元年度版） ︳ へいちくネット（平成筑豊鉄道） （页面存档备份，存于）（日語） 各站上落人次調査結果

## 外部連結
- 市場站 （页面存档备份，存于）（日語）（平成筑豐鐵道沿線情報網站）